# Stylopallene longicauda
Stylopallene longicauda är en havsspindelart som beskrevs av Stock, J.H. 1973. Stylopallene longicauda ingår i släktet Stylopallene och familjen Callipallenidae. Inga underarter finns listade i Catalogue of Life.